# Juan Guillermo Moratal Cloquell
Juan Guillermo Moratal Cloquell (L'Orxa, 26 de setembre de 1968) és un advocat i polític valencià, diputat a les Corts Valencianes en la VIII legislatura.
Llicenciat en dret, ha treballat com a advocat. Militant del Partido Popular, a les eleccions municipals espanyoles de 2003 fou escollit alcalde de L'Orxa, càrrec que ha revalidat a les eleccions municipals espanyoles de 2007 i 2011.
En 2014 va substituir en el seu escó Sonia Castedo Ramos, escollida diputada a les eleccions a les Corts Valencianes de 2011 i que va renunciar per la seva implicació en el cas Brugal. Fou vicepresident de la Comissió de Governació i Administració Local.